# 2,3-dinitrotolueen
2,3-dinitrotolueen is een organische verbinding met als brutoformule C7H6N2O4. De stof komt voor als gele kristallen met een kenmerkende geur, die onoplosbaar zijn in water.

## Toxicologie en veiligheid
De stof kan bij verwarming ontploffen. Ze ontleedt bij verhitting, met vorming van giftige en corrosieve dampen, onder andere stikstofoxiden. 2,3-dinitrotolueen reageert met sterke basen, oxiderende stoffen en reducerende middelen.
De stof is irriterend voor de ogen en de huid. Ze kan effecten hebben op het centraal zenuwstelsel, het hart- en vaatstelsel en het bloed, met als gevolg de vorming van methemoglobine.